# Мельке, Мария Луиза
Мария Луиза Мельке (латыш. Marija Luīze Meļķe; род. 17 сентября 1997, Цесис) — латвийская поэтесса и актриса.

## Биография
Окончила Художественную школу имени Яна Розенталя (2018) со специализацией в области мультимедийного дизайна и Латвийскую академию художеств (2019) по отделению живописи. Училась также на актёрском отделении Латвийской академии культуры у Алвиса Херманиса, но ушла после полутора месяцев занятий. С 2022 г. вместе с поэтессой Лоте Вилмой Витиней ведёт литературную программу Bron-Hīts на молодёжной радиостанции Radio Naba.

## Поэзия
Дебютировала со стихами в 2017 году подборкой в интернет-журнале Punctum. В 2018 году приняла участие в антологии молодых латышских поэтов «Как побороть зуд в голове?» (латыш. Kā pārvarēt niezi galvaskausā?). В 2022 году выпустила дебютный сборник стихов и малой прозы «Клуб нереализованных потенциалов» (латыш. Nerealizēto potenciālu klubs), вышедший в издательстве группы «Орбита». Редактор книги Артис Оступс отмечал удачно найденный молодой поэтессой баланс между документальностью и художественностью письма. Поэт Хенрикс Элиасс Зегнерс видит в поэзии Мельке портрет времени и поколения.

## Актёрская карьера
Театральный дебют Мельке состоялся в 2020 году на сцене рижского независимого Dirty Deal Teatro: в постановке «Безнравственные» (латыш. Netikumīgie) она выступила вместе с рядом других латышских поэтов (Раймондс Киркис, Карлис Вердиньш и др.), из их стихов и текстов была составлена и сама пьеса. Постановка получила латвийскую театральную премию «Ночь лицедеев» в номинации «Достижение года в оригинальной драматургии».
В 2022 году Мельке дебютировала в кино, снявшись в главной роли в картине режиссёра Матиса Кажи «Неоновая весна». Юная героиня Мельке находится в поисках себя, открывает собственную сексуальность, влюбляется в другую девушку. В 2023 году Мельке была удостоена латвийской национальной кинематографической премии «Большой Кристап» как лучшая актриса года; на церемонии вручения наград она отказалась принять премию в связи с тем, что латвийское государство отказывается поддерживать однополые партнёрства: «Было бы лицемерием принять награду государственного уровня за работу, в которой я изображаю девушку, которую в реальности это государство защищать отказывается», — заявила Мельке, предложив передать статуэтку премии министру культуры Латвии Наурису Пунтулису, голосовавшему в Парламенте Латвии против закона о гражданских партнёрствах.